# Milson
Milson – wieś w Anglii, w hrabstwie Shropshire. Leży 43 km na południe od miasta Shrewsbury i 190 km na północny zachód od Londynu.